# 焦点 (光学)
幾何光学における焦点（しょうてん、Focus、Focal point）は、光軸に平行な光線が光学系に入射したとき、通過後の光線を延長した直線が光軸と交わる点である。レンズなどの光が両側から入射できる光学系については、焦点は2つ存在する。光学系の主点から焦点までの空気中での距離を焦点距離と呼ぶ。
像点（ぞうてん、英: image point）は、物上の一点から出た複数本の光線が再び収束する点である。すなわち物の位置に応じて像点は複数存在する（主点・物点・像点の位置関係はレンズの公式によって表される）。
焦点は、物が無限遠にある場合の像点である。誤解を招く恐れのない場合には像点を焦点と呼ぶこともある。
像点は概念的には点であるとされるものの、物理的には「錯乱円」と呼ばれる空間的広がりを有する。このように理想的でなくなる原因としては光学系の収差が挙げられる。収差が無視できる場合に実現できる最小の錯乱円は、光学系の開口での回折によって生じるエアリーディスクである。開口径が大きくなるほど収差は酷くなる傾向がある一方、エアリーディスク径は小さくなる。

## ピント

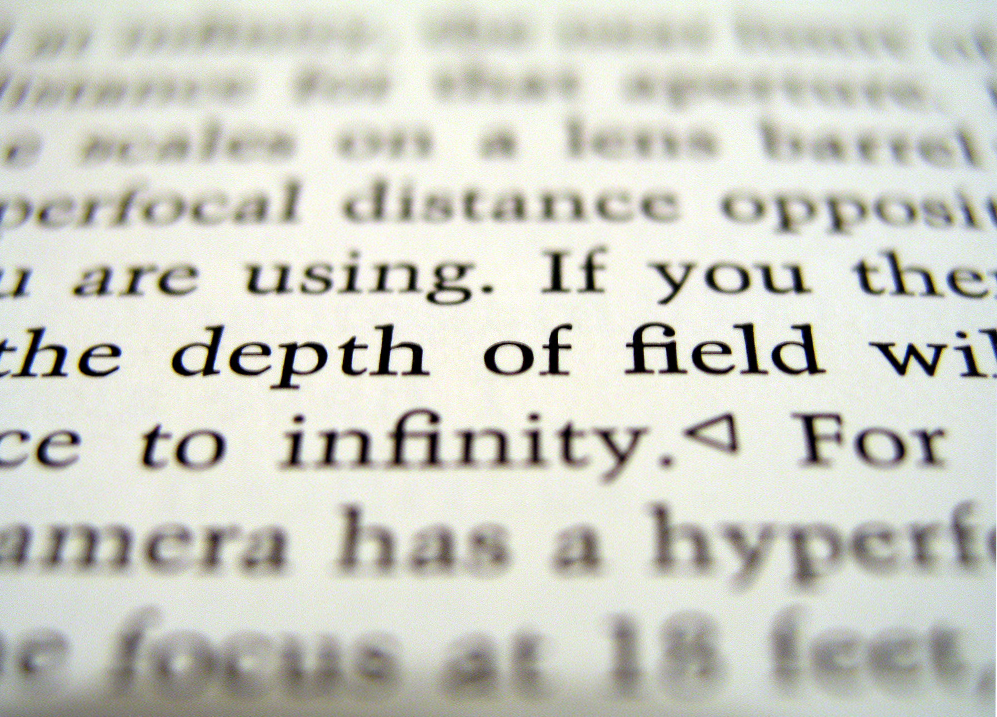
一部だけピントが合っている像の例。

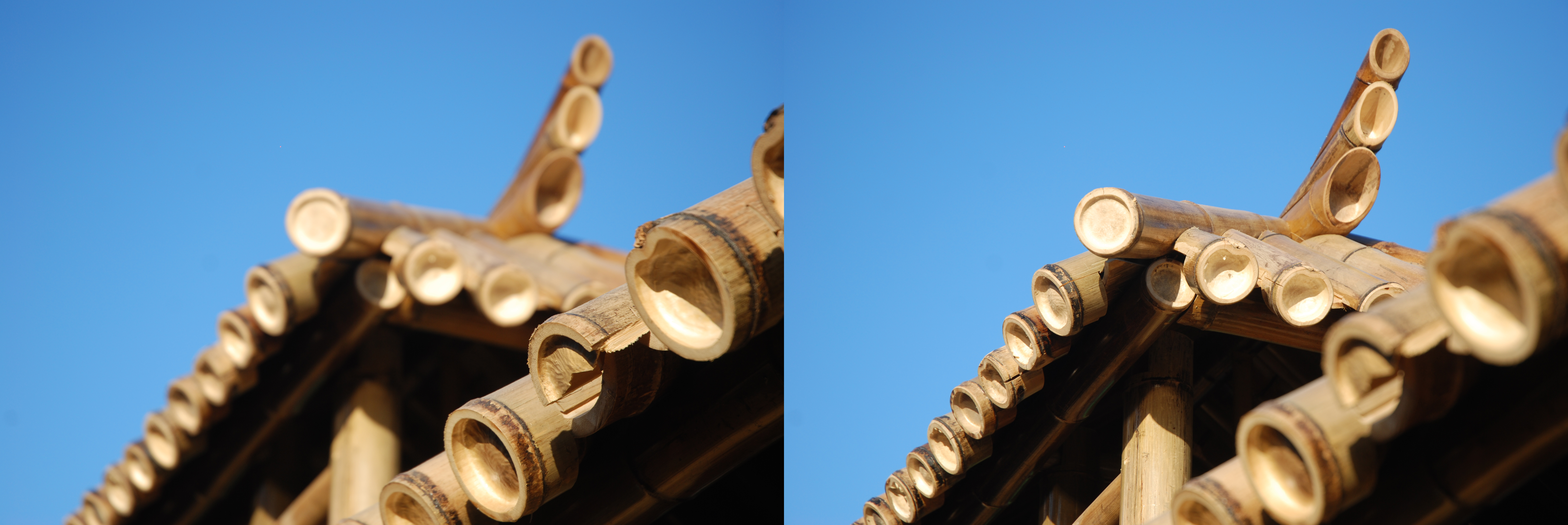
写真フォーカス距離デモンストレーション：竹屋根

スクリーンやカメラの撮像面などの上で、物点からの光がほぼ最大限に収束されている場合は「焦点内」「ピントが合っている」などと言われ、十分収束されていない場合には「焦点外」「ピントが外れている」などと言われる。焦点内・外の境界は錯乱円を基準として判断される場合がある。

## 幾何学における焦点との関係
幾何学においては円錐曲線の定義に用いられる2点を焦点と呼ぶ。円錐曲線を回転させてできる回転体面を鏡面としたものは、光学部品としてよく用いられる。以下、この節では幾何学的焦点を単に焦点と表記する。
凹面鏡の場合には以下のような性質を持つ：
- 放物面鏡は、光軸に平行な光線を焦点を通るように反射する。逆に、焦点に向かって進む光線を反射して光軸に平行な光線にする。
- 楕円面鏡[註 1]では、片方の焦点を通った後に鏡面で反射された光線は、もう片方の焦点を通る。
- 双曲面鏡では、片方の焦点を通った後に鏡面で反射された光線は、もう片方の焦点から出たかのような光路をとる。

凸面鏡の場合にも凹面鏡と対称的に、以下のような性質を持つ：
- 凸の放物面鏡は、光軸に平行な光線を焦点から出てきたかのような光路へと反射する。逆に、焦点に向かって進む光線を反射して光軸に平行な光線にする。
- 凸の楕円面鏡は片方の焦点に向かって進む光線を、もう片方の焦点から出たかのような光路へ反射する。どちらの焦点も鏡の向こう側に位置する。
- 凸の双極面鏡は鏡のこちら側の焦点から出た光線を、鏡の向こう側の焦点から出たかのような光路へ反射する。逆に、鏡の向こう側の焦点へ向かう光線を鏡のこちら側の焦点へと反射する。

これら各種の非球面鏡の利用例としては反射望遠鏡が参考になる。